# ケヴィン・ヴァン・デッセル
ケヴィン・ヴァン・デッセル（Kevin Van Dessel, 1979年4月9日 - ）は、ベルギー王国アントウェルペン州カペレン出身の元サッカー選手、現サッカー指導者。現役時代のポジションはミッドフィールダー。

## 経歴
1996年にKFCジェルミナル・エケレンでプロデビューを果たす。
2016年12月11日、デルデ・ディヴィジに所属するEVVエヒトの監督に就任することが発表された。